# Colpochila tarsalis
Colpochila tarsalis är en skalbaggsart som beskrevs av Lea 1924. Colpochila tarsalis ingår i släktet Colpochila och familjen Melolonthidae. Inga underarter finns listade i Catalogue of Life.